# Ocotlán (Jalisco)
Ocotlán ist knapp 100.000 Einwohner zählende Stadt im mexikanischen Bundesstaat Jalisco. Die Stadt ist Verwaltungssitz und größter Ort des gleichnamigen Municipio Ocotlán.
Die im Jahr 1530 gegründete Stadt erhielt ihren Namen von dem aztekischen Wort ocōtl, das die Montezuma-Kiefer bezeichnet. Die Toponomastik Ocotlán stellt eine Nähe zu den Kiefern her und bedeutet in etwa: Bei den Kiefern. Die Einwohner der Stadt werden Ocotlenses genannt.

## Lage und Klima
Die nahe dem Nordufer des Chapalasees, des größten natürlichen Sees Mexikos, gelegene Stadt Ocotlán befindet sich ca. 85 km südöstlich der Millionenstadt Guadalajara in ca. 1530 m; bis nach Mexiko-Stadt sind es ca. 500 km in östlicher Richtung. Das Klima ist meist warm und trocken; Regen (ca. 700 mm/Jahr) fällt ganz überwiegend im Sommerhalbjahr.

## Bevölkerung
| Jahr      | 2000   | 2020   |
| Einwohner | 75.942 | 94.978 |

Das enorme Wachstum der Stadt ist im Wesentlichen auf die Zuwanderung von Personen aus den umliegenden Bergdörfern zurückzuführen.

## Wirtschaft
Das Umland ist in hohem Maße landwirtschaftlich orientiert, wohingegen sich in der Stadt Händler und Dienstleister niedergelassen haben. Bekannt ist Ocotlán für ihre Möbelindustrie.

## Geschichte
Bereits in vorspanischer Zeit gab es eine Indianersiedlung. In den Jahren 1529/30 eroberte der Konquistador Nuño Beltrán de Guzmán riesige Gebiete im Westen Mexikos. Sieben Jahre später kamen Mönche des Franziskanerordens und errichteten eine Missionstation; ein Konvent folgte im Jahr 1623. Ein Teil der Stadt wurde am 2. Oktober 1847 durch ein Erdbeben zerstört. Die Stadtrechte (ciudad) erhielt Ocotlán erst im Jahr 1963.

## Sehenswürdigkeiten
- Hauptkirche der Stadt ist die Iglesia Nuestra Señora del Carmen, die manchmal auch als Catedral bezeichnet wird. Sie enthält eine weithin verehrte Christusstatue des Señor de la Misericordia.[3]
- Das Museo de Arte Sacro präsentiert zahlreiche Zeugniss aus dem religioösen Leben der Stadt.[4]
- Das Museo de Arte e Historia zeigt u. a. einen Saal mit archäologischen Fundstücken aus der Region.

## Söhne und Töchter der Stadt
- Manuel Enríquez Salazar (1926–1994), Komponist, Geiger und Musikpädagoge